# World Cyber Games 2009
World Cyber Games 2009 odbyły się w chińskim Chengdu w dniach 11–15 listopada 2009. Areną zmagań graczy była hala Century City New Convention & Exposition Center.

## Rozgrywane konkurencje
Uczestnicy World Cyber Games w Chengdu w 2009 roku rywalizowali w 12 konkurencjach.

- First-Person Shooter
  -  Counter-Strike 1.6

- Logika
  -  Wise Star 2

- MMORPG
  -  Dungeon & Fighter
  -  Red Stone

- Muzyka
  -  Guitar Hero: World Tour

- Real-Time Strategy
  -  StarCraft: Brood War
  -  Warcraft III: The Frozen Throne

- Sport
  -  FIFA 09
  -  Carom3D

- Sztuki walki
  -  Virtua Fighter 5 Online

- Wyścigi
  -  Asphalt 4: Elite Racing
  -  TrackMania Nations Forever

## Państwa biorące udział w World Cyber Games 2009
Na Cyberolimpiadzie w Chengdu wystartowało 600 reprezentantów 65 krajów.
| Azja - Bangladesz - Chiny - Chińskie Tajpej - Hongkong - Indie - Indonezja - Japonia - Korea Południowa - Malezja - Pakistan - Singapur - Sri Lanka - Tajlandia - Wietnam | Ameryka - Brazylia - Chile - Ekwador - Kanada - Kolumbia - Kostaryka - Meksyk - Panama - Peru - Stany Zjednoczone - Wenezuela | Europa - Austria - Azerbejdżan - Belgia - Białoruś - Bułgaria - Holandia - Chorwacja - Czarnogóra - Czechy - Dania - Finlandia - Francja - Gruzja - Grecja - Irlandia - Kazachstan | - Macedonia Północna - Niemcy - Norwegia - Polska - Portugalia - Rosja - Rumunia - Serbia - Słowacja - Słowenia - Szwecja - Szwajcaria - Ukraina - Węgry - Wielka Brytania - Włochy | B.W. i Afryka - Arabia Saudyjska - Kamerun - Kenia - Nigeria - Południowa Afryka - Zjednoczone Emiraty Arabskie Oceania - Australia - Nowa Zelandia |

## Symbole igrzysk

### Hymn
Oficjalnym hymnem World Cyber Games 2009 został wybrany utwór "Beyond the Game", którego tytuł stał się mottem turnieju.

## Kalendarz
W poniższym kalendarzu zaprezentowano dni, w których zostały rozdane medale w danej konkurencji (żółty kolor), rozegrano mecze zwykłe (niebieski) i pokazowe (jasnoniebieski), odbyła się ceremonia otwarcia (zielony) i zamknięcia igrzysk (czerwony).
| Listopad 2009                   | 11 Śr | 12 Cz | 13 Pt | 14 Sb | 15 Nd |
| ------------------------------- | ----- | ----- | ----- | ----- | ----- |
| Asphalt 4: Elite Racing         |       |       |       |       | ●     |
| Carom3D                         |       |       |       | ●     |       |
| Counter-Strike 1.6              |       |       |       |       | ●     |
| Dungeon & Fighter               |       |       |       | ●     |       |
| FIFA 09                         |       |       |       |       | ●     |
| Guitar Hero: World Tour         |       |       |       | ●     |       |
| Red Stone                       |       |       | ●     |       |       |
| StarCraft: Brood War            |       |       |       |       | ●     |
| TrackMania Nations Forever      |       |       | ●     |       |       |
| Virtua Fighter 5 Online         |       |       |       | ●     |       |
| Warcraft III: The Frozen Throne |       |       |       |       | ●     |
| Wise Star 2                     |       |       |       |       | ●     |
| Złote medale                    |       |       | 2     | 4     | 6     |
| Ceremonie                       |       |       |       |       |       |
| Listopad                        | 11 Śr | 12 Cz | 13 Pt | 14 Sb | 15 Nd |

|  | Ceremonia otwarcia     |
|  | Rozgrywane konkurencje |
|  | Finały                 |
|  | Mecz pokazowy          |
|  | Ceremonia zamknięcia   |

## Polscy reprezentanci
Polska po raz 9. uczestniczyła w światowych igrzyskach cybernetycznych. Reprezentacja Polski na World Cyber Games 2009 w Chengdu liczyła 11 e-sportowców.

### Zdobyte medale
| Medale według dni | Medale według dni | Medale według dni | Medale według dni | Medale według dni | Medale według dni | Medale według dni |
| ----------------- | ----------------- | ----------------- | ----------------- | ----------------- | ----------------- | ----------------- |
| Dzień             | Data              |                   |                   |                   | W sumie           |                   |
| Dzień 0           | 11                | —                 | —                 | —                 | —                 |                   |
| Dzień 1           | 12                | 0                 | 0                 | 0                 | 0                 |                   |
| Dzień 2           | 13                | 0                 | 0                 | 0                 | 0                 |                   |
| Dzień 3           | 14                | 0                 | 0                 | 0                 | 0                 |                   |
| Dzień 4           | 15                | 1                 | 0                 | 1                 | 2                 |                   |
| W sumie           | —                 | 1                 | 0                 | 1                 | 2                 |                   |

#### Złote
- Mariusz Cybulski, Jakub Gurczyński, Filip Kubski, Łukasz Wnęk, Wiktor Wojtas – Counter-Strike 1.6 (15 listopada)

#### Brązowe
- Piotr Zajkowski – FIFA 09 (15 listopada)

### Reprezentanci
Counter-Strike 1.6
- Mariusz Cybulski (Again)
- Jakub Gurczyński (Again)
- Filip Kubski (Again)
- Łukasz Wnęk (Again)
- Wiktor Wojtas (Again)

FIFA 09
- Piotr Zajkowski

StarCraft: Brood War
- Rafał Kontowicz
- Krzysztof Nalepka
- Jarosław Pociecha

TrackMania Nations Forever
- Damian Trela

Warcraft III: The Frozen Throne
- Tomasz Pilipiuk

## Medaliści
| Konkurencja       |                                                                                        |                                                                                                |                                                                                          |
| Asphalt 4         | Liu You-chen Pseudonim: TER_BURBERRYqq                                                 | Jared Beins Pseudonim: slyfoxlover                                                             | Lee Won-joon Pseudonim: KimBuJa                                                          |
| Carom3D           | Kim Hee-chul Pseudonim: MARCJACOBS                                                     | Jean Monico Pseudonim: jeantek                                                                 | Andreas Krieger Pseudonim: Protonski                                                     |
| Counter-Strike    | Zespół: Again Filip Kubski Łukasz Wnęk Wiktor Wojtas Mariusz Cybulski Jakub Gurczyński | Zespół: fnatic Rasmus Stahl Christopher Alesund Patrik Lindberg Harley Orvall Patrik Sattermon | Zespół: [mTw] Christoffer Sunde Danny Sorensen Alexander Holdt Martin Heldt Oliver Minet |
| Dungeon & Fighter | Jeong Jong-min Pseudonim: UraniumHwangjaeM                                             | Shun Ishikawa Pseudonim: Clay                                                                  | Lee Je-myung Pseudonim: Marenobba                                                        |
| FIFA              | Joshua Begehr Pseudonim: SK_Kr0ne                                                      | Daniel Schellhase Pseudonim: SK_hero                                                           | Piotr Zajkowski Pseudonim: Pio_                                                          |
| Guitar Hero       | Fabio Jardim Pseudonim: caiomenudo13                                                   | Michael Najman Pseudonim: MoB_Shift                                                            | Robert Michaels Pseudonim: smokyprogg                                                    |
| Red Stone         | Zespół: ComeonBaby Kang Ki-pyo Kim Seung-ryul Song Sung-min Kim Tae-seok               | Zespół: HAPPY_SWEETS Shouta Ueda Hiroto Watanabe Kuniaki Kitagawa Tomohiro Takami              | Zespół: Cool_Runnings Jonathon Lunceford Matt Marcou Sean Snack Colin Fogle              |
| StarCraft         | Lee Jae-dong Pseudonim: Jaedong                                                        | Song Byung-gu Pseudonim: Stork                                                                 | Kim Taek-yong Pseudonim: Bisu                                                            |
| TrackMania        | Jesper Karjalainen Pseudonim: KarjeN                                                   | Kalle Mortlund Videkull Pseudonim: FrostBeule                                                  | Fredrik Bergmann Pseudonim: Bergie                                                       |
| Virtua Fighter    | Keita Ai Pseudonim: FOOD                                                               | Shin Eui-wook Pseudonim: ShinZ_Km                                                              | Kim Dae-hwan Pseudonim: Rikojjang                                                        |
| WarCraft III      | Wang Xuwen Pseudonim: Infi                                                             | Lu Weiliang Pseudonim: Fly100                                                                  | Park Ju-ne Pseudonim: SK.Lyn                                                             |
| Wise Star 2       | Enrico Aurora Pseudonim: a.Enrico                                                      | Christophe Limet Pseudonim: Blackbelt                                                          | Trevor Housten Pseudonim: TorcH                                                          |

## Klasyfikacja medalowa
| Lp. | Państwo           | złoto | srebro | brąz | razem | +/- WCG 2008 |
| --- | ----------------- | ----- | ------ | ---- | ----- | ------------ |
| 1.  | Korea Południowa  | 4     | 2      | 5    | 11    | 0            |
| 2.  | Japonia           | 1     | 2      | 0    | 3     | +3           |
| 2.  | Szwecja           | 1     | 2      | 0    | 3     | +10          |
| 4.  | Niemcy            | 1     | 1      | 1    | 3     | 0            |
| 5.  | Brazylia          | 1     | 1      | 0    | 2     | +15          |
| 5.  | Chiny             | 1     | 1      | 0    | 2     | n/d          |
| 7.  | Polska            | 1     | 0      | 1    | 2     | n/d          |
| 8.  | Chińskie Tajpej   | 1     | 0      | 0    | 1     | n/d          |
| 8.  | Włochy            | 1     | 0      | 0    | 1     | +6           |
| 10. | Stany Zjednoczone | 0     | 1      | 3    | 4     | -7           |
| 11. | Francja           | 0     | 1      | 0    | 1     | +3           |
| 11. | Singapur          | 0     | 1      | 0    | 1     | -4           |
| 13. | Dania             | 0     | 0      | 1    | 1     | -4           |
| 13. | Norwegia          | 0     | 0      | 1    | 1     | n/d          |

## Partnerzy
Firmy, które pomogły w zorganizowaniu turnieju:

### Partner światowy
- Samsung Electronics

### Partner główny
- Buynow

### Oficjalni partnerzy
- AMD
- Samsung Notebook PC
- amBX
- Samsung SyncMaster
- Thermaltake
- ProCurve Networking by HP
- Samsung Mobile

### Oficjalni dostawcy
- TSST
- SteelSeries
- Apacer
- Gigabyte
- Sapphire
- Unika